# Vigabatrin
A vigabatrin epilepszia elleni gyógyszer. A GABA-transzamináz enzim irreverzibilis gátlásával akadályozza a GABA-anyagcserét, ezáltal növelve az agyban a GABA mennyiségét. A GABA analógja, de a GABA-receptorokra nem hat.
Elsősorban az epilepszia különböző fajtái ellen alkalmazzák mono- és kombinált terápiában. Egyes tanulmányok szerint csökkenti az alkohol-, kokain- és metamfetamin-elvonási tüneteket. Biztató eredményeket értek el vele a pánikbetegség bizonyos fajtája és a Huntington-kór kezelésében.

## Készítmények
Sabril és Sabrilex néven forgalmazzák. 

## Fordítás
Ez a szócikk részben vagy egészben  a   Vigabatrin című angol Wikipédia-szócikk fordításán alapul.  Az eredeti cikk szerkesztőit annak laptörténete sorolja fel. Ez a jelzés csupán a megfogalmazás eredetét és a szerzői jogokat jelzi, nem szolgál a cikkben szereplő információk forrásmegjelöléseként.